# Adipinsav
Az adipinsav egy dikarbonsav, melynek képlete C6H10O4. Fehér, kristályos por formájában fordul elő. A benne található szénlánc hosszúsága miatt vízben kevéssé oldékony. A VIII. Magyar Gyógyszerkönyvben Acidum adipicum    néven hivatalos.  

## Előállítása
Régebben az adipinsavat zsírok különböző oxidációja folyamán állították elő. Innen a neve: adeps latinul zsír, háj.  Napjainkban ciklohexánból, kétlépcsős oxidációs folyamat segítségével szintetizálják:
1. ciklohexán + O2 → ciklohexanol és ciklohexanon
2. ciklohexanol/ciklohexanon + salétromsav + levegő → adipinsav + nitrogén-oxid

## Felhasználása
A legnagyobb mennyiségben nylon előállítására használják. Az adipinsav a nylon monomerje, a hexametilén-diaminnal polikondenzáció során 6,6-nylont alkot.
Egyéb felhasználása:
- a poliuretán monomerje
- műanyaggyártás során is alkalmazzák
- élelmiszerekben E355 néven ízesítőszerként és zselésítőanyagként alkalmazzák. Napi maximum beviteli mennyiség 5 mg/testsúlykg. Nincs ismert mellékhatása. A szervezetben lebomlik, vagy a vizelettel távozik.

## Külső források
- https://archive.today/20121211064322/http://www.chemicalland21.com/arokorhi/industrialchem/organic/ADIPIC%20ACID.htm
- https://web.archive.org/web/20090414123319/http://www.solutia.com/pages/corporate/products/product.asp?product=164
- http://www.food-info.net/uk/e/e355.htm